# بمبئی اکسپرس
بمبئی اکسپرس (به تامیلی: Mumbai Xpress) فیلمی محصول سال ۲۰۰۵ و به کارگردانی سینگیتام سرینیواسا رائو است. در این فیلم بازیگرانی همچون کمال حسن، مانیشا کویرالا، نثار، رامش آراویند، شارات ساکسنا ایفای نقش کرده‌اند.